# Karl Weiser (Maler)
Karl Weiser (* 15. Juli 1911; † 18. November 1988) war ein österreichischer Maler.

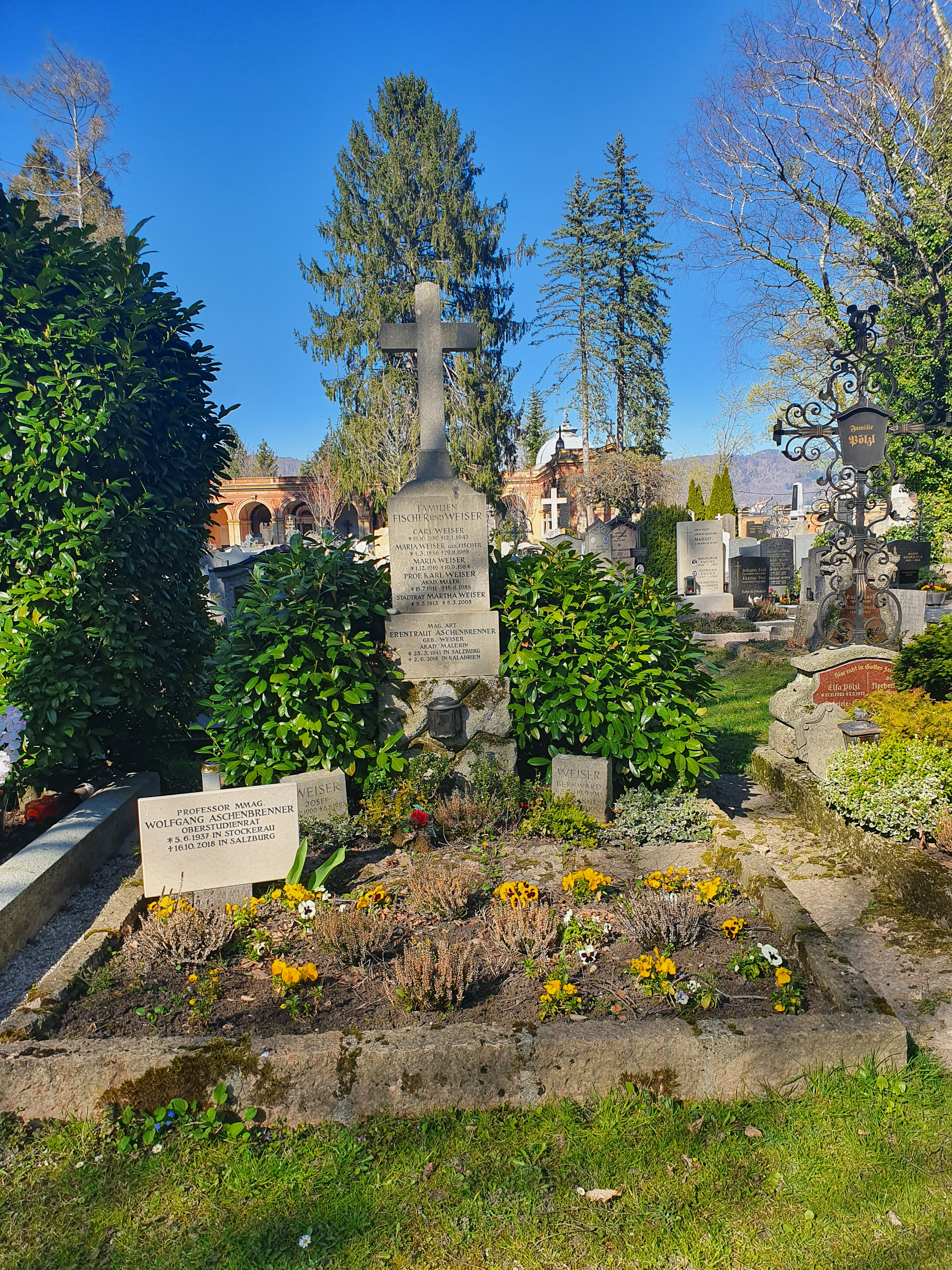
Grab Karl Weisers am Salzburger Kommunalfriedhof (Rayon 8)

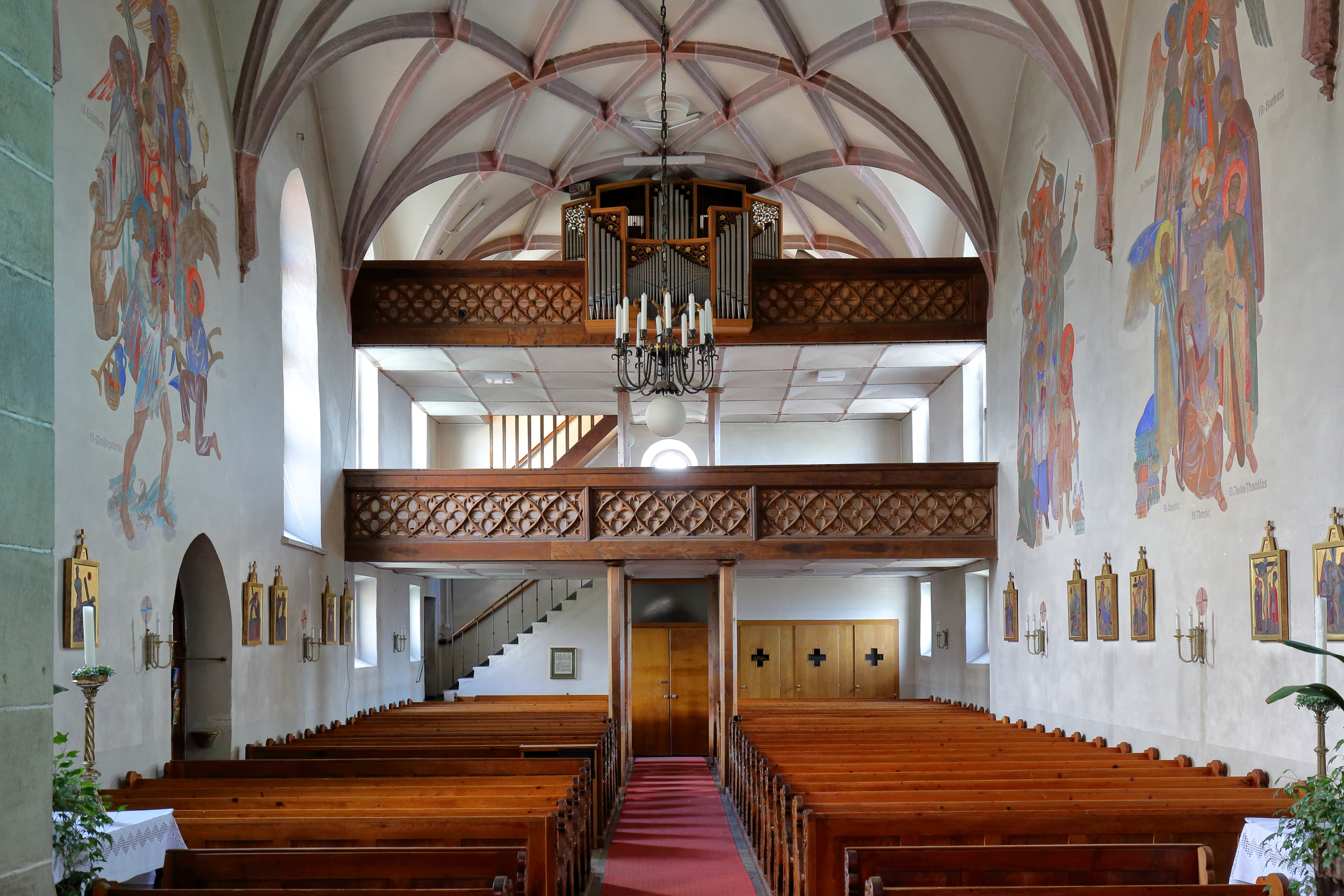
Seccomalerei in der Pfarrkirche Weyregg am Attersee (1951/52)

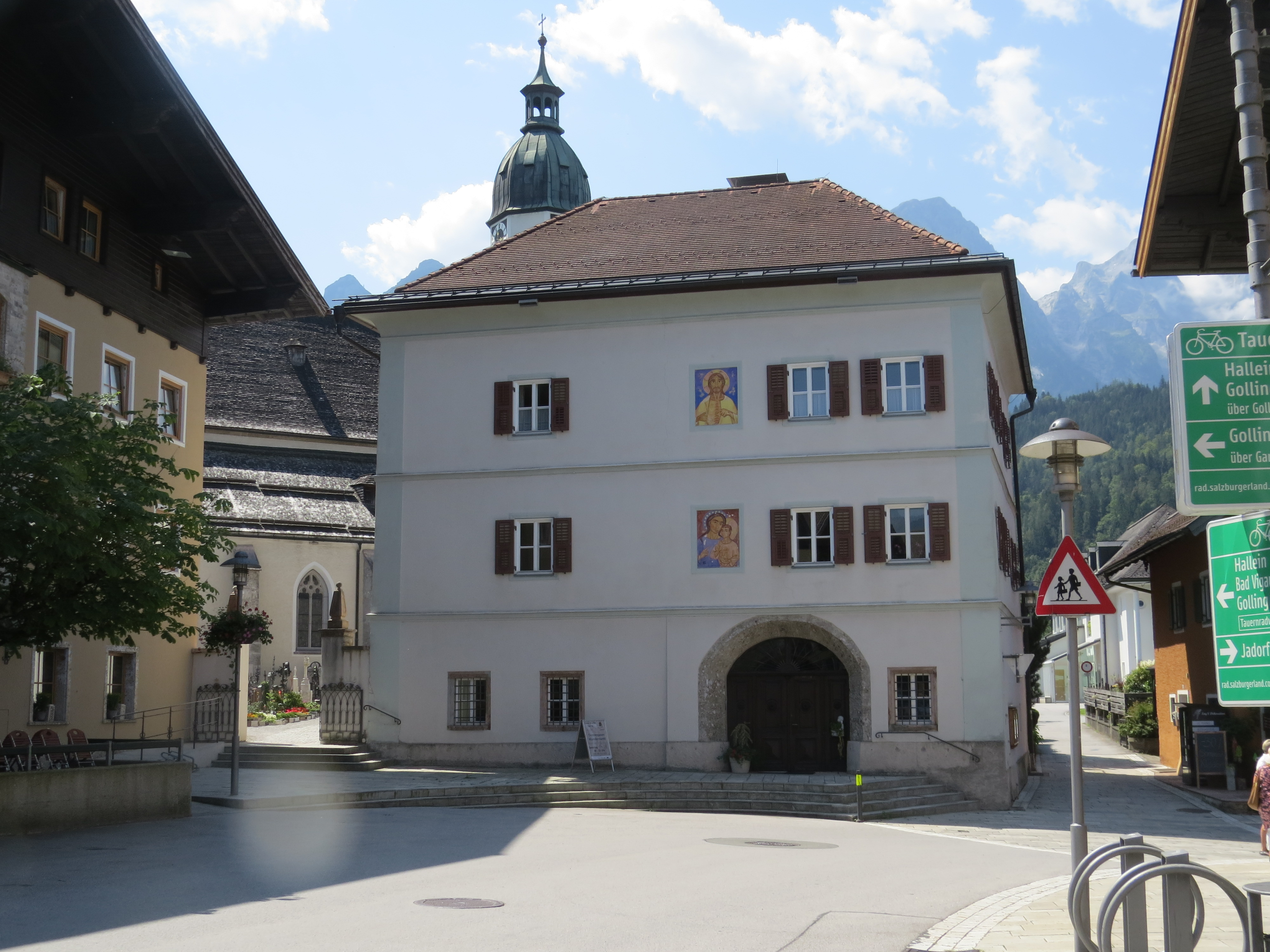
Pfarrhof Kuchl mit zwei Fresken in Fensterblindnischen

## Leben
Karl Weiser studierte von 1930 bis 1937 an der Akademie der Bildenden Künste Wien bei Karl Sterrer. Er arbeitete als Buchgraphiker und Buchgestalter beim Otto Müller Verlag.
1938/1939 heiratete er Martha Weiser (1913–2008), welche die erste Stadträtin in der Stadt Salzburg war.

## Anerkennungen
- 1965 Berufstitel Professor
- 1992–2021 Karl-Weiser-Preis
- 1998 Karl-Weiser-Platz in der Stadt Salzburg

## Werke
- 1952 Seccomalerei in der Pfarrkirche Weyregg am Attersee; weiters hat er den rechten Seitenaltar, ein moderner Flügelaltar aus dem Jahr 1953, die 14 Kreuzwegstationenbilder (1956) und die drei Fenster im Chorraum (1972) geschaffen.
- 1954 Wandmalerei Schutzmantelmadonna an der Westfront der Pfarrkirche Lofer
- 1954 Glasfenster der Kriegergedächtniskapelle an der Friedhofsmauer in Mühlbach am Hochkönig
- 1956 Bild Christus am Kreuz in der Filialkirche Maria am Fels auf der Felseralm in Untertauern
- 1957–1961 (Bauzeit) Glasfenster in der Taufkapelle der Pfarrkirche hl. Erentrudis mit Architekt Robert Kramreiter in Herrnau in Salzburg-Morzg
- 1958 Glasmalerei im Chor und 1960 Hochaltarbild Kruzifix mit den Hll. Petrus, Andreas und Evangelistensymbolen der Pfarrkirche Salzburg-St. Andrä
- 1959 Kriegergedächtnisnische mit Wandbild hl. Michael an der Pfarrkirche Eben im Pongau
- 1960 Glasmalerei Verkündigung in westlichen Rundfenster der Filialkirche hl. Joseph in Rigaus in Abtenau
- 1960 Glasfenster Szenen aus dem Leben Christi und die Wandmalerei in der Vorhalle der Kapelle Kuranstalt Dürrnberg
- 1963 Glasmalerei im Chor der Herz-Jesu-Asylkirche in Salzburg-Riedenburg
- um 1963–1968 (Bauzeit) Betonglasfenster Pfingstfest und Auferstehung in der Pfarrkirche Unser Liebe Frau Herz Mariä mit Architekt Franz Windhager in Salzburg-Taxham
- 1969 Glasgemälde im Chor der Pfarrkirche Mühlbach am Hochkönig
- 1972 Wandmalerei hl. Franziskus am ehemaligen Kloster in Hüttau
- 1974 Malerei Guter Hirte und Tannenmadonna an der Zauchenseekapelle in Altenmarkt
- 1980 Fresken Christus mit Wundmalen und Maria mit Kind am Pfarrhof Kuchl

## Publikationen
- Das Wachsen vollzieht sich in der Stille. Bildband, Malerei und Graphik, Otto Müller Verlag, Salzburg 1993, ISBN 3-7013-0841-1.